# Entorinale schors

De entorinale schors of cortex entorhinalis is een gebied in de hersenen. Het is een schorsgebied in de mediale temporale kwabben dat grenst aan de hippocampus. Het omvat Brodmanngebieden  28 (area entorhinalis ventralis) en 34 (area ventralis dorsalis).  Het verbindt de temporale schors via het subiculum met circuits binnen de hippocampus. 
Het gebied is belangrijk voor codering (inprenting) en opslag van informatie in het langetermijngeheugen.
In deze schors bevinden zich de zogenaamde gridcellen. Deze cellen die in een raster zijn gerangschikt, helpen om de relatieve positie van jezelf te bepalen op een tweedimensionale kaart. Ze werken als een hulp bij de persoonlijke navigatie. Elke pas die je zet, wordt in deze cellen bijgehouden door de activiteit ook een stukje verder in dezelfde richting in het raster te verplaatsen. Je zou de werking kunnen vergelijken met die van een interne passenteller. Met behulp van deze cellen wordt dus een soort intern stratenboek aangelegd, dat naar verwachting een cirkel van een paar honderd meter vanaf het startpunt omvat. Het vermoeden bestaat dat deze cellen ook een rol spelen in ruimtelijk inzicht en abstractere vormen van oriëntatie, zoals in de stereometrie.